# Nicolaes Maes
Nicolaes Maes (Dordrecht, januari 1634 – Amsterdam, begraven 24 december 1693) was een Noord-Nederlandse kunstschilder uit de Gouden Eeuw.
Hij wordt wel een van Rembrandts origineelste leerlingen genoemd en geprezen om zijn virtuositeit. Aan het begin van zijn carrière schilderde hij bijbelse voorstellingen en genrestukken waarmee hij invloed uitoefende op Pieter de Hooch en Johannes Vermeer. Vanaf 1660 was hij vrijwel uitsluitend actief als portretschilder, eerst in Dordrecht, later in Amsterdam. Hij heeft een omvangrijk oeuvre nagelaten.

## Leven

### Jeugd en opleiding

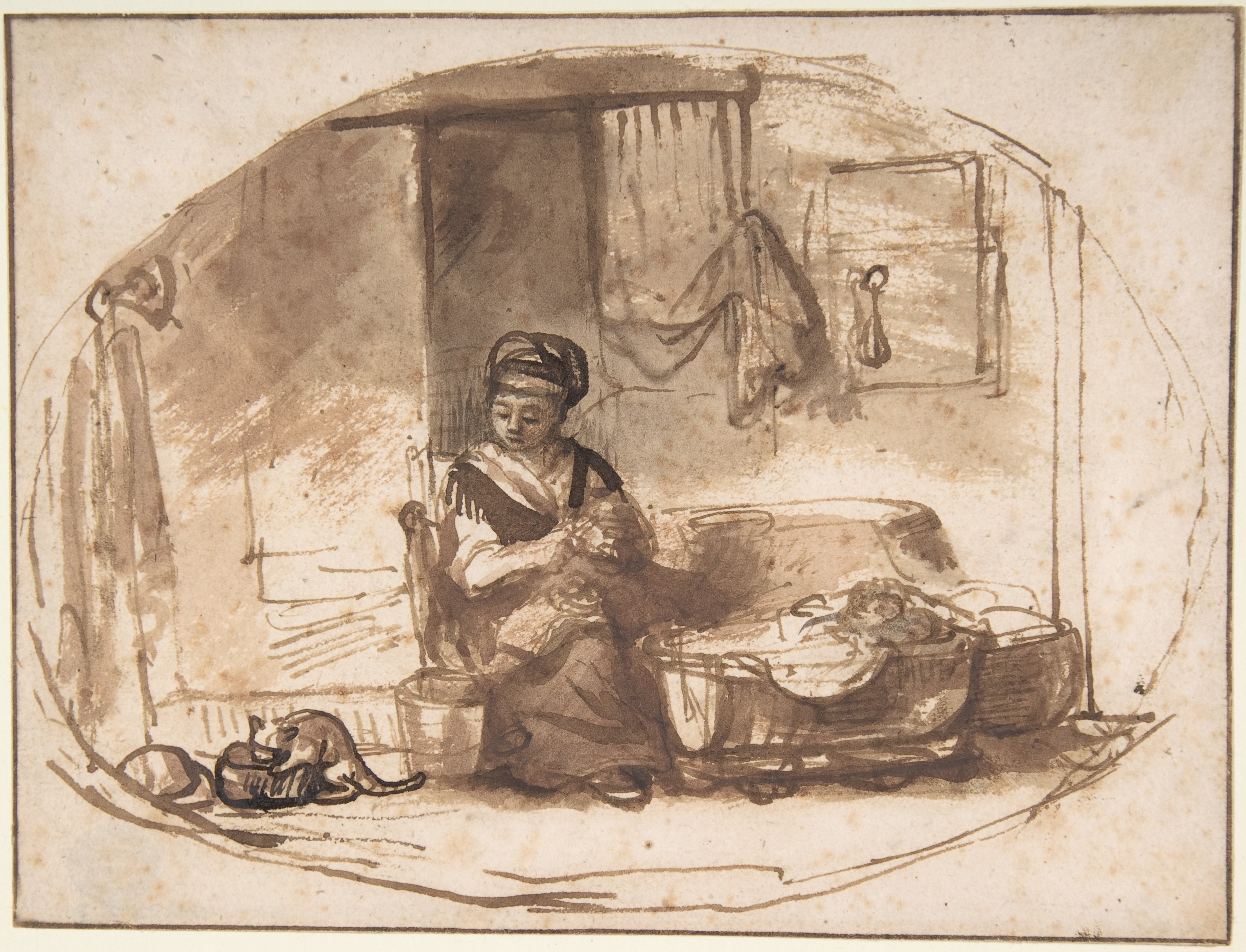
De jonge moeder, ca. 1655-1657, Metropolitan Museum of Art, New York

Nicolaes Maes werd geboren in 1634 in Dordrecht. Hij was de tweede zoon van Ida Herman Claesdr. en Gerrit Maes (overleden in 1648), een textielhandelaar uit Ravenstein die zich na zijn huwelijk aan de Voorstraat had gevestigd en later met zijn oudste zoon Abraham aan dezelfde straat ook een zeepziederij runde.
Het is niet helemaal duidelijk van wie Maes zijn eerste schilderlessen kreeg. Volgens Arnold Houbraken leerde hij tekenen van een "gemeen meester" en schilderen van Rembrandt. Sommige moderne kunsthistorici vermoeden dat hij voor zijn vertrek naar Amsterdam samen met zijn leeftijdgenoot Jacobus Leveck en de iets jongere Abraham van Dijck in de leer is geweest bij Samuel van Hoogstraten. In elk geval blijkt uit hun vroege historiestukken dat ze diens werk goed kenden. Pas nadat Van Hoogstraten in 1651 min of meer halsoverkop naar Wenen was vertrokken, zouden ze dan (op aanraden van Van Hoogstraten) naar Rembrandt zijn afgereisd. Behalve Leveck en Van Dijck was ook Willem Drost een van Maes' medeleerlingen in het atelier van Rembrandt.
Maes ontleende aan Rembrandt het gebruik van warme kleuren (rood, bruin, oker) en de voorkeur voor intieme scènes met moeders en kinderen. Hij leerde ook van Rembrandt hoe hij tekeningen kon gebruiken om ideeën uit te werken en composities ("ordonnanties") op te zetten. Het twee meter hoge schilderij Christus zegent de kinderen, Maes' enige historiestuk van dergelijke afmetingen, heeft hij misschien gemaakt als "afstudeerproject" aan het eind van zijn leertijd bij Rembrandt.

### Een atelier in Dordrecht

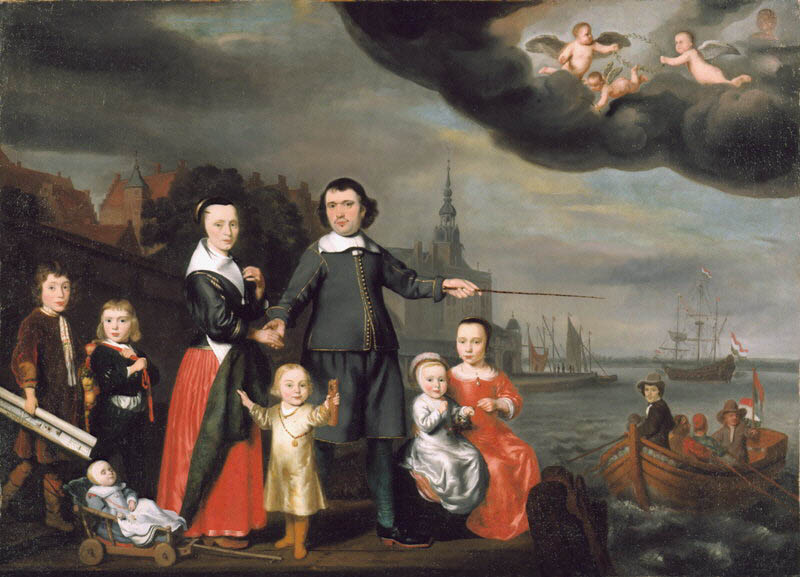
Kapitein Job Jansse Cuyter en zijn gezin, 1659, North Carolina Museum of Art, Raleigh

In 1658 kocht Maes een huis aan het Steegoversloot in Dordrecht, de straat waar ook Jacobus Leveck en Abraham van Dijck ("tegenover de poort naar het Hof") woonden. De verkoper van het huis was schipper Jacob Jansse Cuyter en Maes betaalde het deels door een "curieuselyk" (fraai, zorgvuldig) portret van diens gezin te maken.
Houbraken noemt Margaretha van Godewijck als leerling van Maes, evenals Johannes de Haen (overleden in 1730), Jacob Moelaert (1649-1727) en Johannes Vollevens (1649-1728).
Uit 17e-eeuwse documenten blijkt dat hij niet alleen de kost verdiende met schilderen, maar ook huizen bezat en net als zijn vader als koopman actief was. Hij handelde onder andere in kaas. Verder was hij luitenant bij dezelfde schutterij waar Jacobus Leveck in de jaren 1670-1673 vaandeldrager was.
Nadat hij een aantal jaren sobere portretten van de Dordtse elite had gemaakt, schakelde Maes rond 1665 over naar een meer zwierige, Zuid-Nederlandse stijl, waarmee Bartholomeus van der Helst en zijn voormalige stadgenoot Ferdinand Bol op dat moment succes hadden in Amsterdam. Volgens Houbraken is hij ook naar Antwerpen geweest om het werk van Pieter Paul Rubens en Antoon van Dyck te bestuderen en een bezoek te brengen aan Jacob Jordaens, hoewel hij Jordaens en zijn werk ook in Holland kan hebben gezien, want de Antwerpenaar heeft daar diverse grote opdrachten uitgevoerd, onder andere voor het stadhuis van Amsterdam (1661).

### Amsterdam

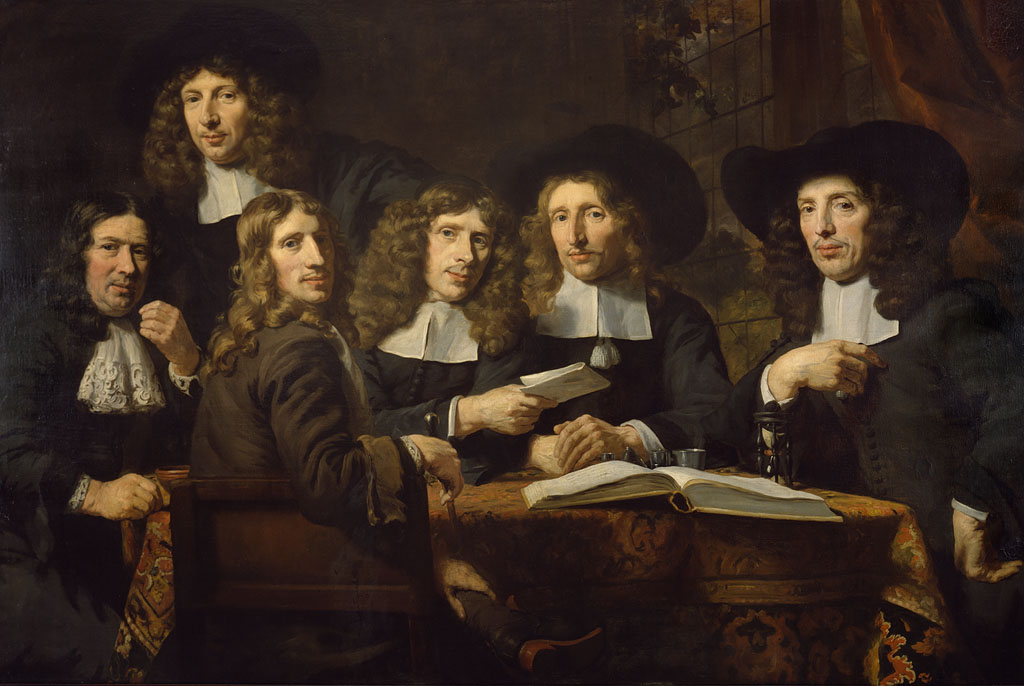
De overlieden van het Amsterdamse chirurgijnsgilde, 1679-1680, Amsterdam Museum

Maes verhuisde in december 1673 met zijn gezin naar Amsterdam, waarschijnlijk in verband met de crisis op de kunstmarkt na het rampjaar 1672. Dit pakte goed uit, want hij kon na verloop van tijd de vraag naar modieuze portretten amper aan in zijn atelier aan de Barndesteeg.
Aan het eind van zijn leven had hij een vermogen van ruim 11.000 gulden en bezat hij enkele huizen in Amsterdam en Dordrecht. In 1690 verkocht hij het buurhuis van zijn eigen Dordtse woning aan het Steegoversloot aan de drie ongetrouwde zussen van Abraham van Dijck.
Als we op Houbraken mogen afgaan, was Maes een harde werker die nooit in de kroeg kwam en altijd vriendelijk en opgeruimd was, behalve in zijn laatste levensjaren, toen "hy deerlyk met de jicht geplaagt werd". Hij overleed op 59-jarige leeftijd en werd op kerstavond 1693 begraven in de Oude Kerk in Amsterdam.

## Werk

### Historiestukken

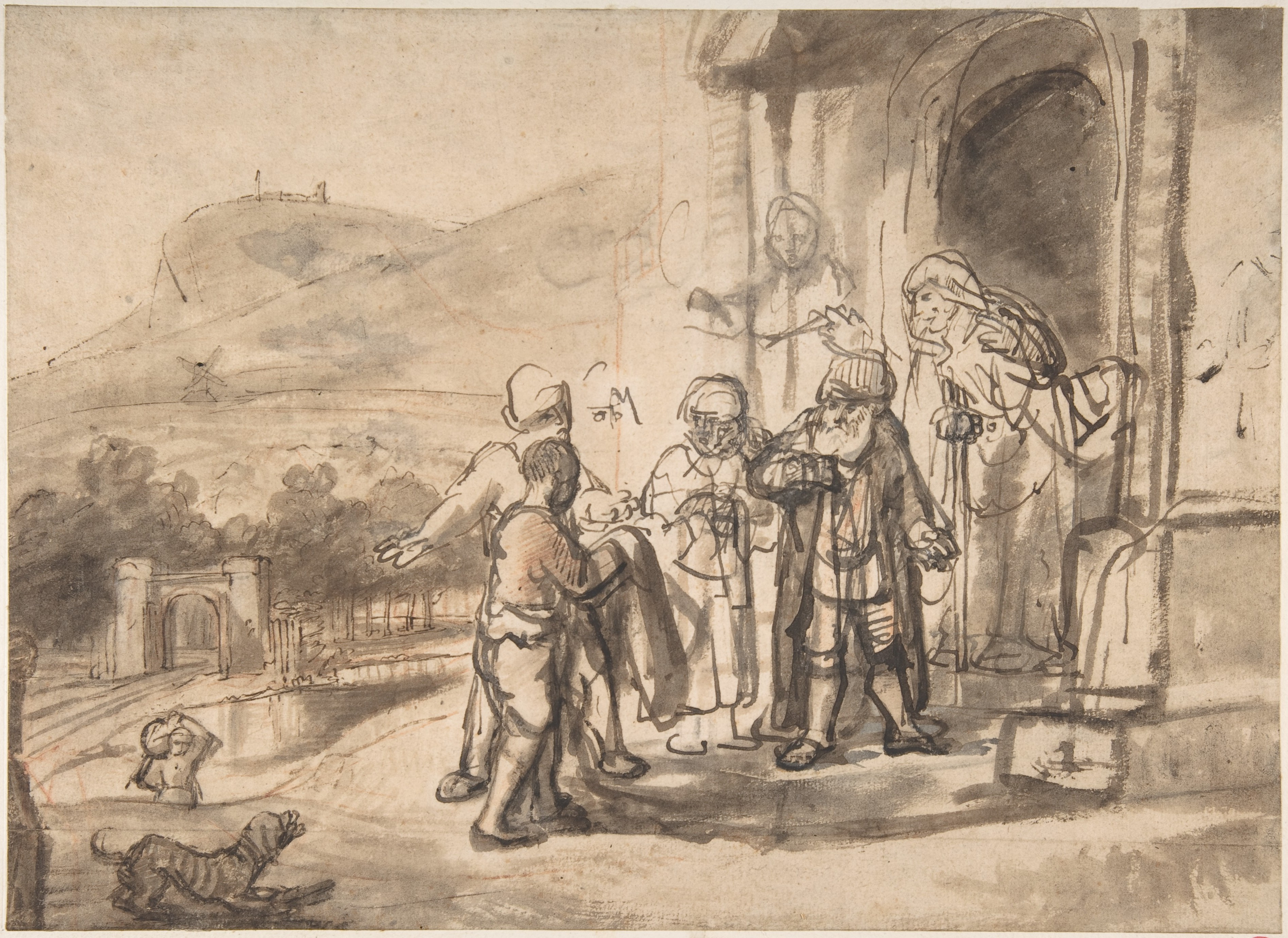
Jacob ontvangt de met bloed besmeurde mantel van Jozef, ca. 1653, Metropolitan Museum of Art, New York

De wegzending van Hagar en Ismaël uit 1653 is het enige gesigneerde historiestuk dat van Nicolaes Maes bekend is. Op basis hiervan zijn ook andere schilderijen aan hem toegeschreven, waaronder het zowel monumentale als intieme Christus zegent de kinderen, waarvan de compositie en sommige figuren aan Rembrandts Honderdguldenprent doen denken. De figuur uiterst links wordt wel beschouwd als een portret van Samuel van Hoogstraten. Van Het offer van Abraham, een onderwerp dat vaker is afgebeeld door Rembrandt en zijn leerlingen, bestaan diverse voorbereidende tekeningen waarop te zien is hoe Maes zorgvuldig de compositie heeft uitgewerkt.
Nicolaes Maes en Abraham van Dijck tekenden of schilderden soms dezelfde voorstellingen, zoals De presentatie in de tempel en De aanbidding van de herders, waarbij ze zich lieten inspireren door werken van Rembrandt en Samuel van Hoogstraten uit de jaren 1640.
Van Nicolaes Maes is ook een enkel schilderij met een mythologische voorstelling bekend, zoals Vertumnus and Pomona.
Na 1658 heeft Maes nog zelden historiestukken geschilderd. Een uitzondering is een aan hem toegeschreven Vlucht van Lot, een schilderij dat in 2018 werd geveild bij Sotheby's in New York en van 1675-1680 zou dateren.
In de 19e eeuw werd het schilderij Diana en haar nimfen van Johannes Vermeer aan Nicolaes Maes toegeschreven, omdat men er de invloed van Rembrandt in herkende en Vermeers afgesleten signatuur JVMeer werd gelezen als NM, maar op dat moment had men nog geen goed beeld van Maes' vroege werk.

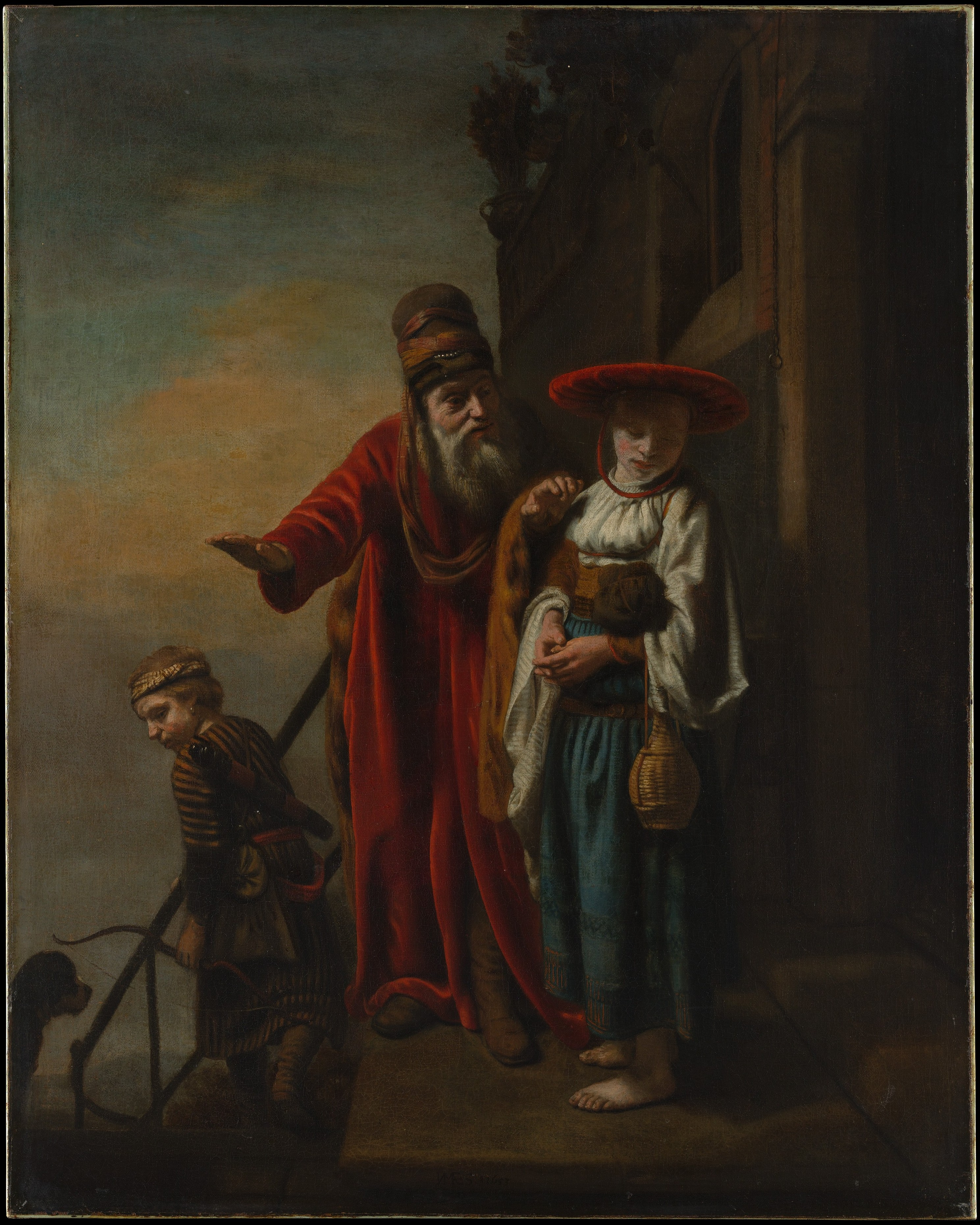
De wegzending van Hagar en Ismaël, 1653, Metropolitan Museum of Art, New York
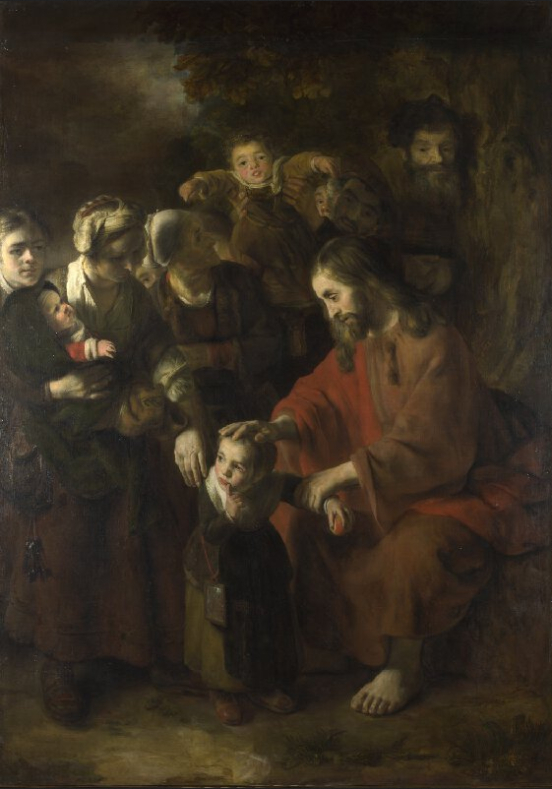
Christus zegent de kinderen, ca. 1652-1653, National Gallery, Londen
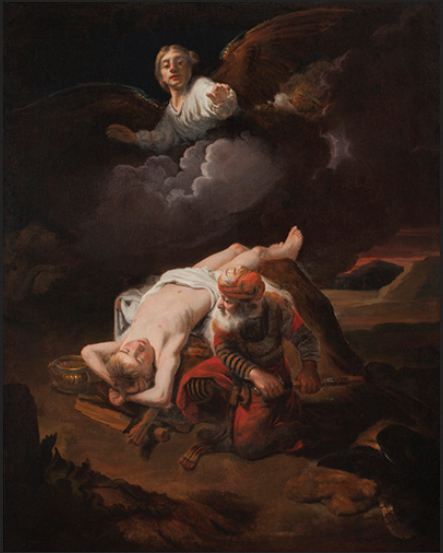
Het offer van Abraham, ca. 1653-1655, Agnes Etherington Art Centre, Kingston (Canada)

### Genrestukken

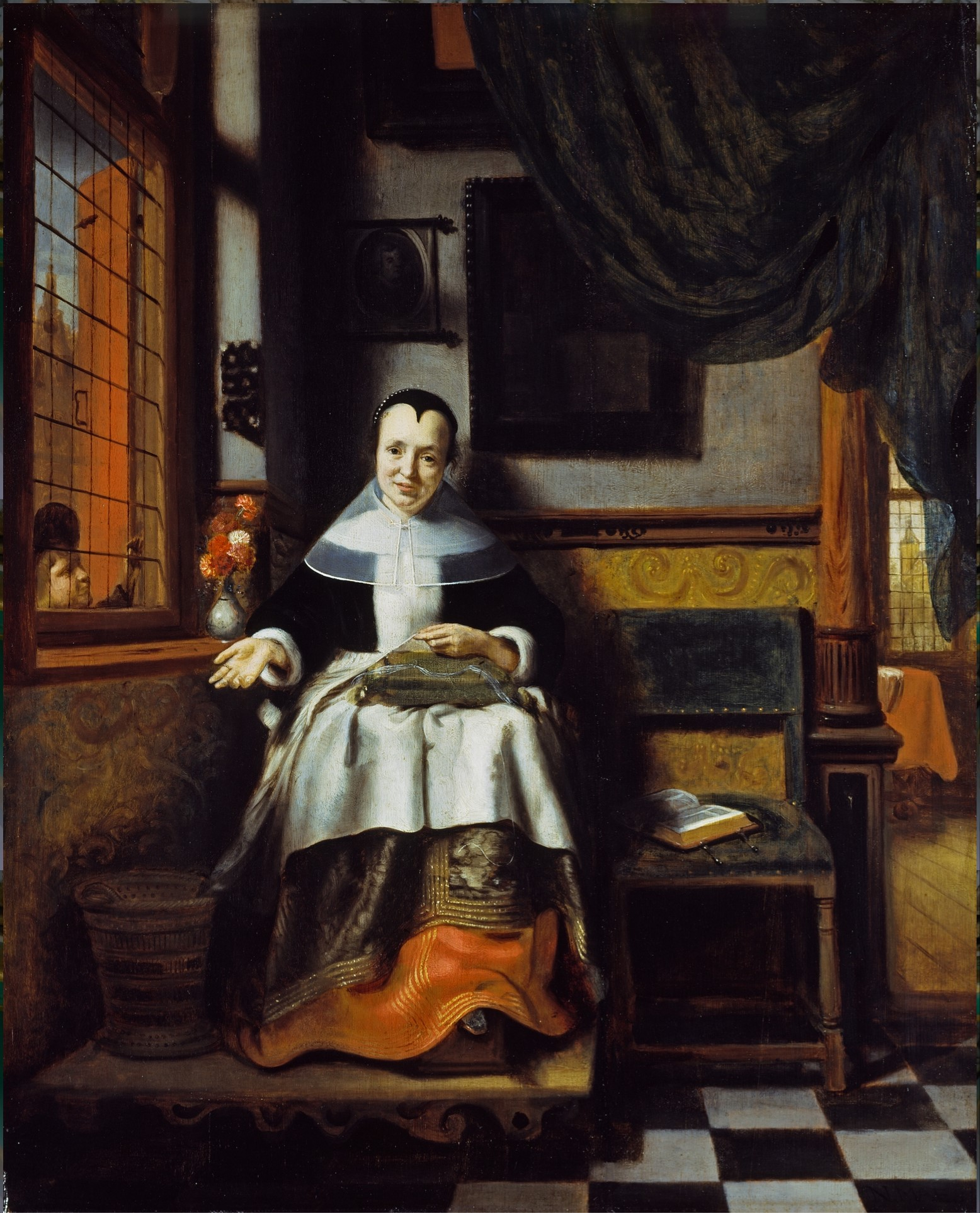
De deugdzame vrouw, ca. 1656, Wallace Collection, Londen

In de jaren 1655-1659 maakte Nicolaes Maes een reeks sfeervolle genreschilderijen met een licht sfumato in zijn kenmerkende kleurenpalet van rood, bruin, oker, zwart en wit. De meestal lichtelijk moraliserende voorstellingen zijn gesitueerd in burgerhuizen met doorkijkjes naar achterkamers, keukens en tuinen. Dergelijke perspectivische constructies kan hij hebben overgenomen van Carel Fabritius en Samuel van Hoogstraten. Hij liep hiermee vooruit op soortgelijke composities die Pieter de Hooch en Johannes Vermeer (Slapend meisje) vanaf circa 1657 maakten. De schilderijen van Maes werden ook nagevolgd door stadgenoten als Cornelis Bisschop, Abraham van Dijck en Reynier Covyn.
Een bijzondere categorie van deze genreschilderijen staat bekend als "de luistervinken". Centraal staat meestal een vrouw (soms een klerk) die een amoureus stelletje afluistert en samenzweerderig uit het schilderij kijkt. Verder had Maes kennelijk succes met schilderijen van vlijtige en vrome oude mensen. In zijn keuze voor dit onderwerp, dat ook door Abraham van Dijck werd opgepikt, is hij mogelijk beïnvloed door de Leidse fijnschilders Gerrit Dou en Quiringh van Brekelenkam.
In zijn straatscènes voert Maes meestal een verkoper, muzikant of bedelaar op die op de stoep van een huis door een bewoner of dienstmeid te woord wordt gestaan. Op de achtergrond is vaak een Dordtse stadspoort of een ander opvallend bouwwerk te zien. Vanaf 1658 gebruikt hij ook Amsterdamse locaties.

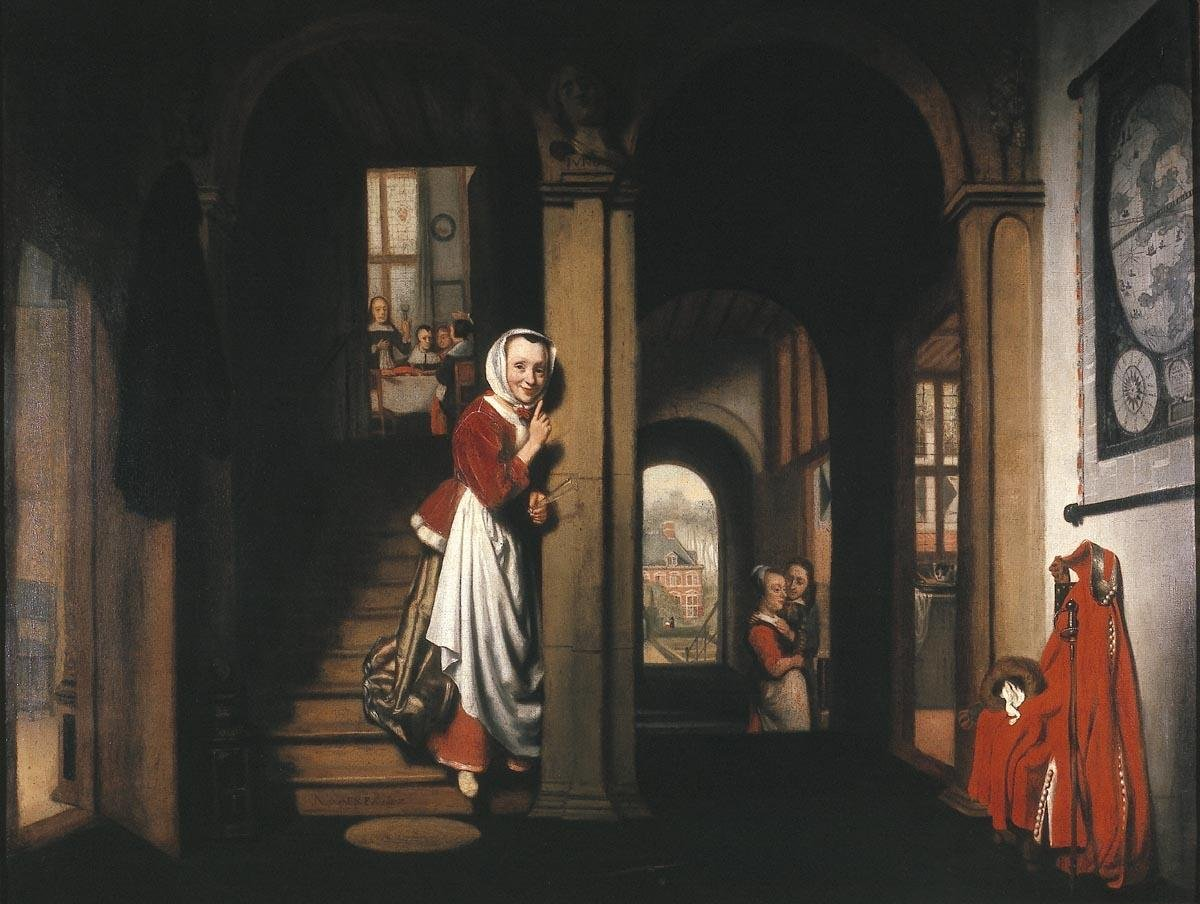
De luistervink, 1657, Dordrechts Museum
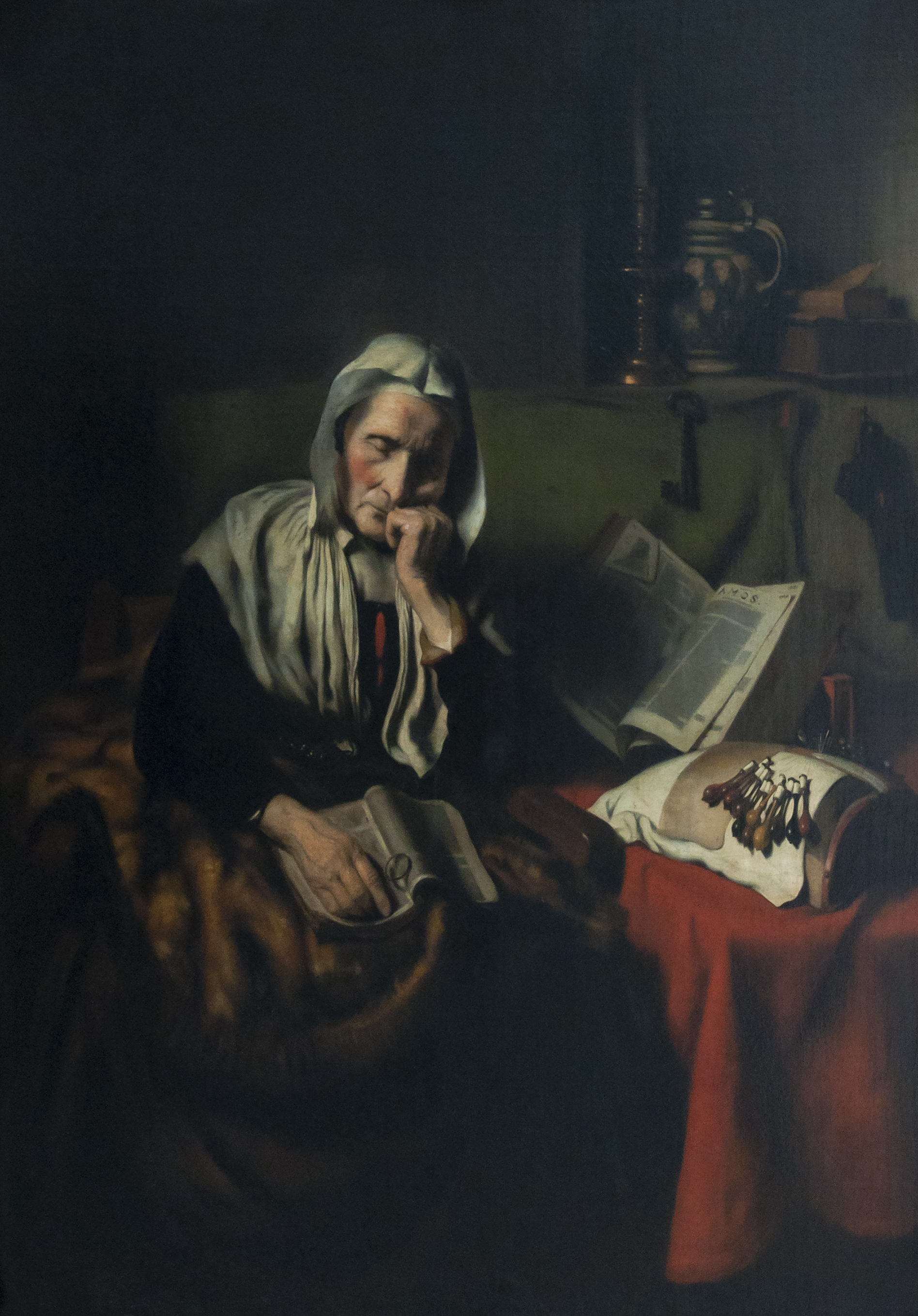
Ingedutte oude vrouw, KMSK, Brussel
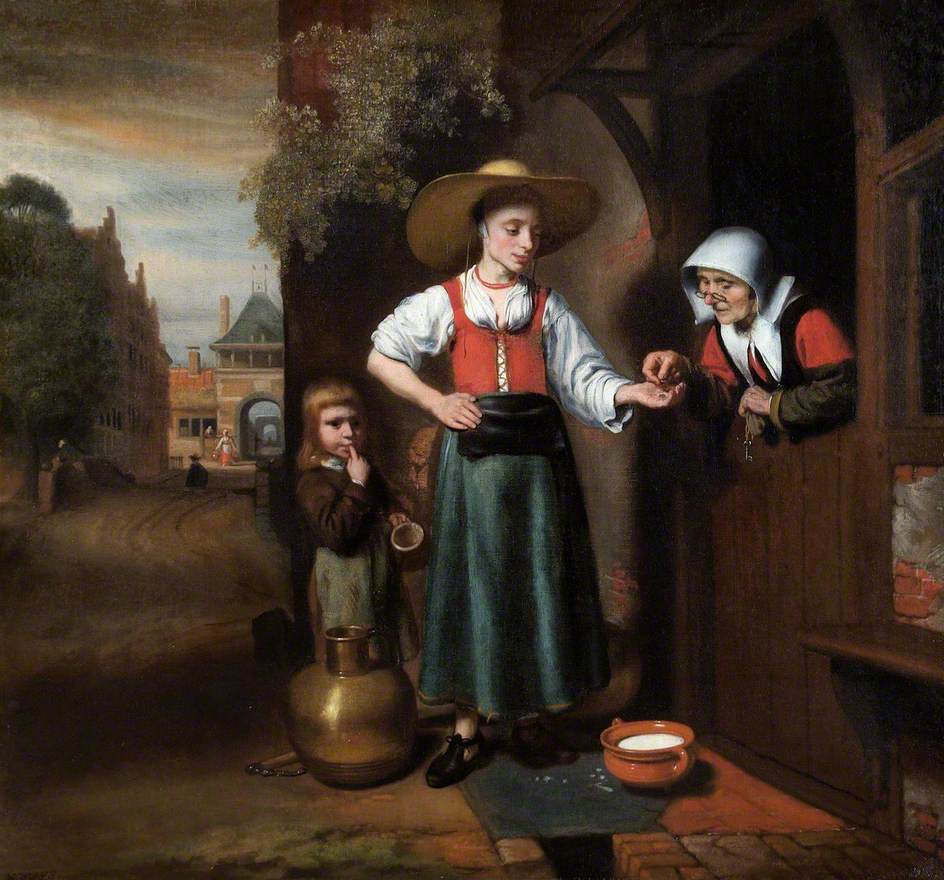
Het melkmeisje, ca. 1656, Apsley House

### Portretten (voor 1665)

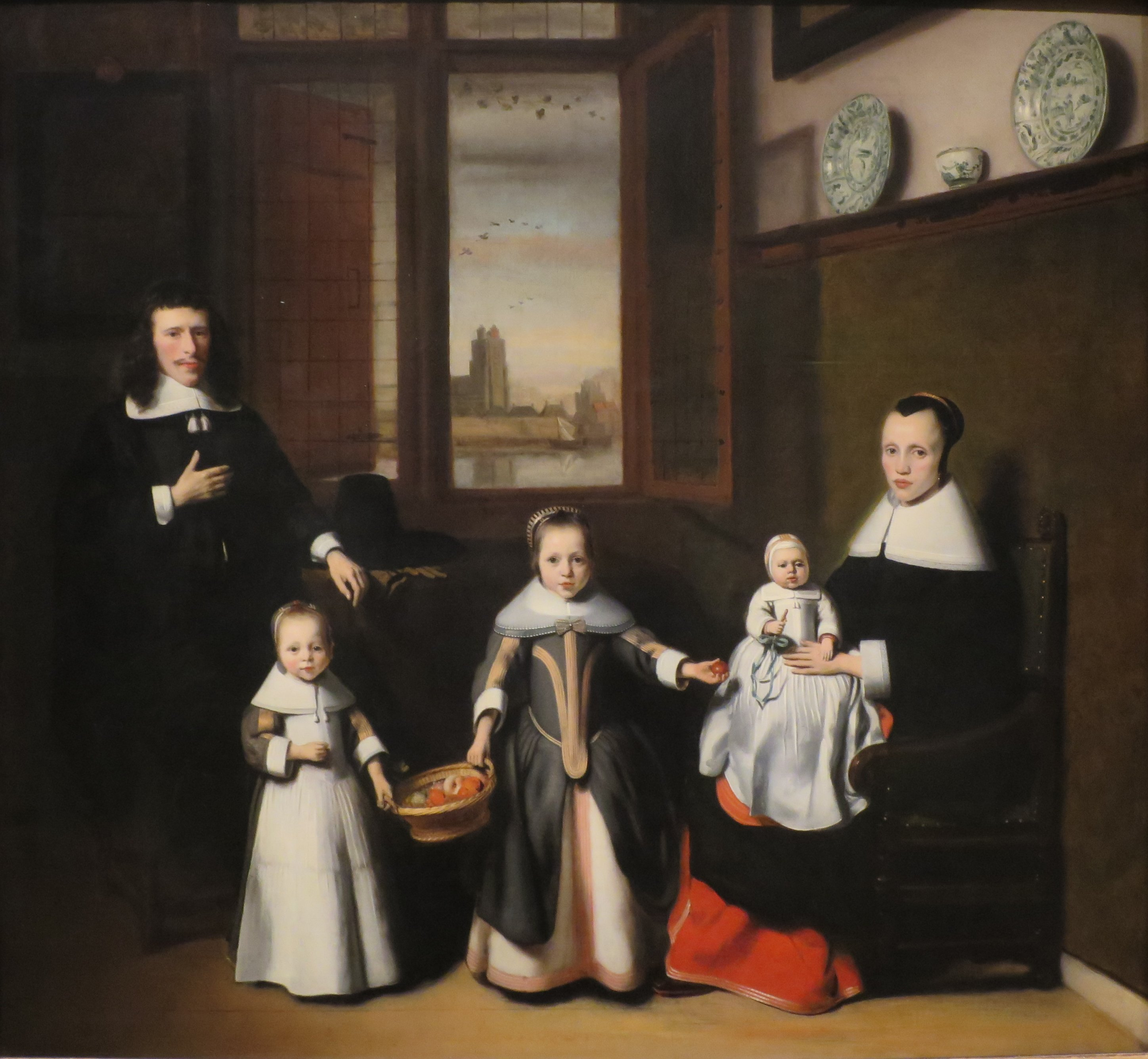
Een Dordts gezin, ca. 1656, Norton Simon Museum, Pasadena

Vanaf 1656 begon Nicolaes Maes zich steeds meer te profileren als portretschilder en zo zou hij na zijn dood ook vooral herinnerd worden. In Houbrakens ogen is er geen schilder voor of na hem geweest, "die gelukkiger is geweest in 't wel treffen der gelykenissen van der menschen weezens".
Een van Maes' vroegste portretten is dat van Jacob de Witt uit 1657. Hij heeft de Republikeinse vader van Johan en Cornelis de Witt uitgebeeld zoals deze zichzelf graag zag: sober en vastberaden.
Rond 1659-1660 schilderde hij de portretten van het rijke Dordtse koopmansechtbaar Jacob Trip (1575-1661) en Margaretha de Geer (1583-1672), die zich eerder hadden laten vereeuwigen door Jacob Gerritsz. Cuyp en zijn zoon Aelbert Cuyp. De portretten waren mogelijk bedoeld voor het Trippenhuis dat hun zoons Louis en Hendrick rond die tijd in Amsterdam lieten bouwen. Louis Trip bezat in elk geval bij zijn dood portretten van zijn ouders die waren "geschildert door Maes". Omdat er diverse kopieën en varianten van deze schilderijen bestaan, waaronder een Jacob Trip in het Mauritshuis, is het niet bekend op welke exemplaren de vermelding precies betrekking heeft. In 1661 werd het echtpaar (Jacob postuum) ook geportretteerd door Rembrandt, waarschijnlijk in opdracht van Hendrick Trip.
Eind september 2022 werd bekendgemaakt dat op een veiling in New Jersey een onbekend portret van Constantijn Huygens was opgedoken, dat Nicolaes Maes omstreeks 1656 geschilderd had. Onderzoekers vermoedden dat het als voorbeeld had gediend voor Huygens' portret door Caspar Netscher uit 1672 in het Rijksmuseum Amsterdam.

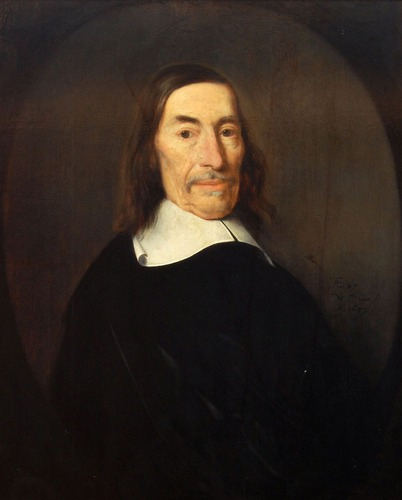
Portret van Jacob de Witt, 1657, Dordrechts Museum
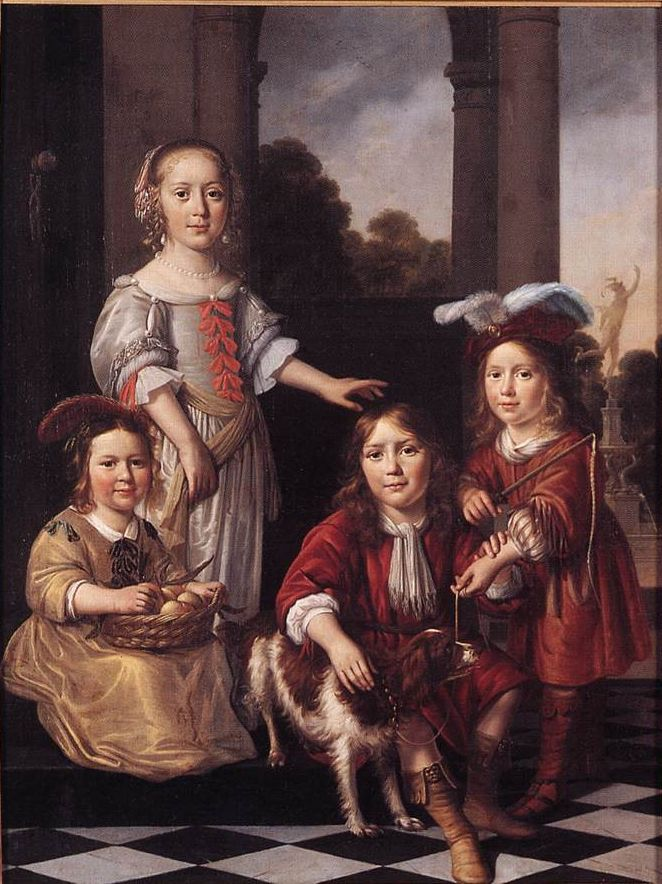
Portret van vier kinderen, 1657, Groeningemuseum, Brugge
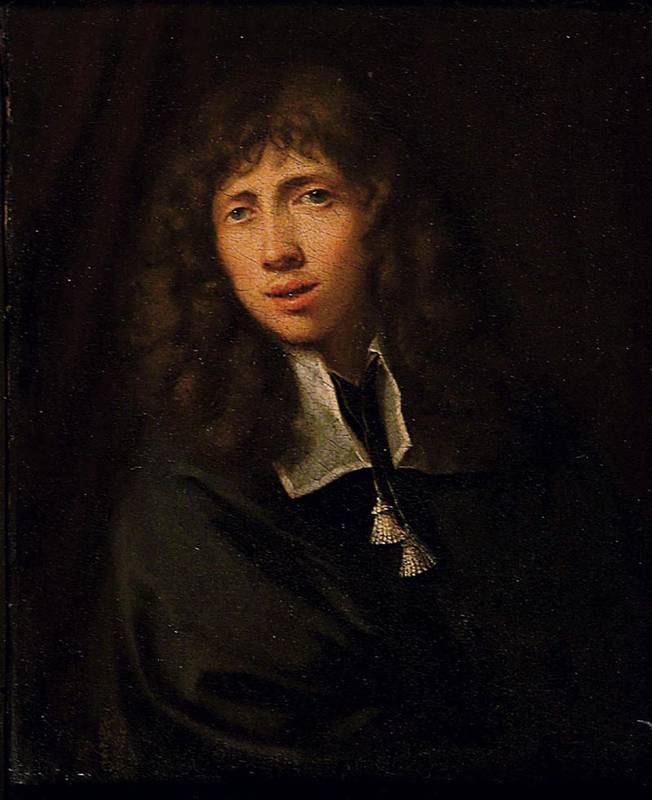
Portret van een kunstenaar, privécollectie
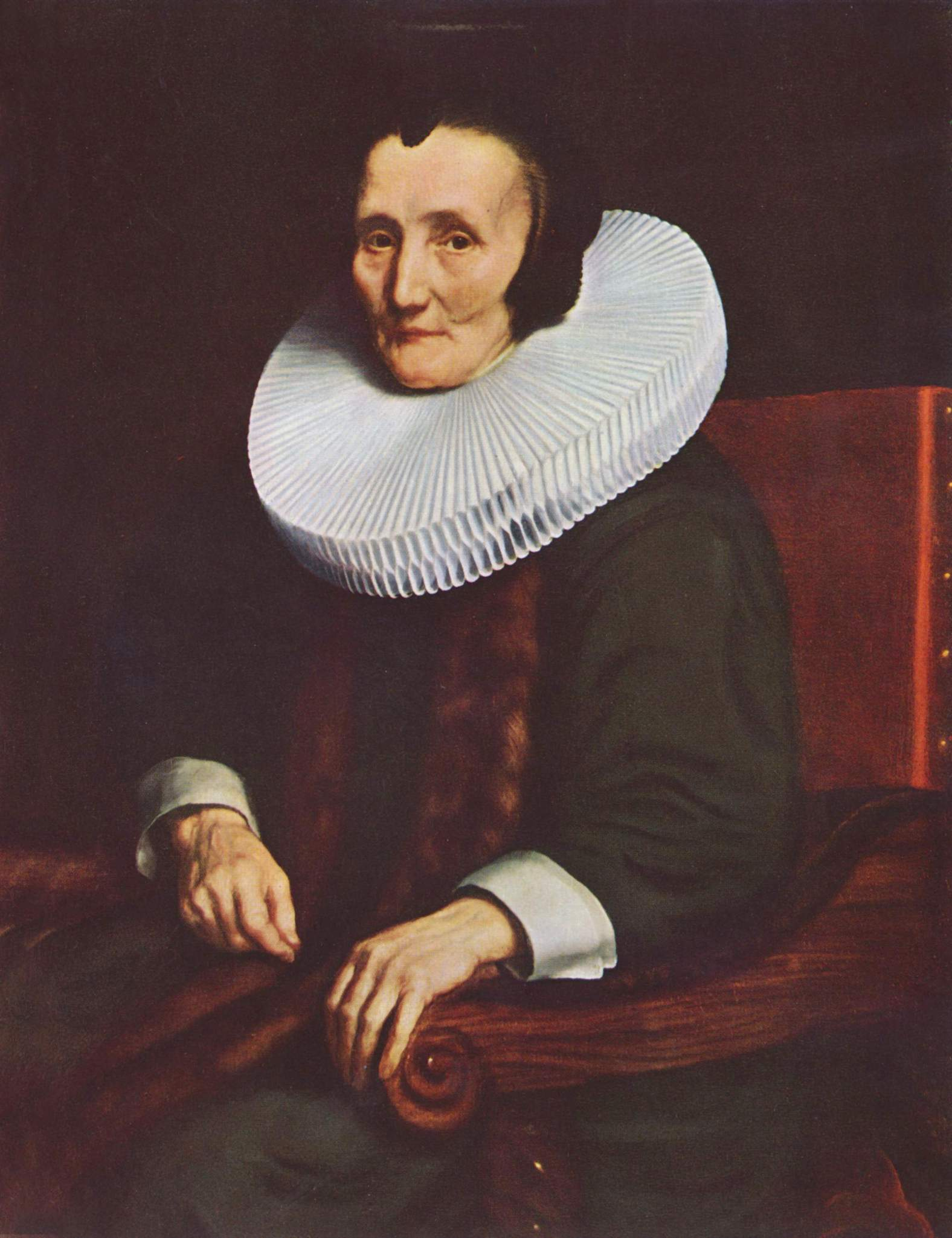
Portret van Margaretha de Geer, ca. 1660, Museum voor Schone Kunsten, Boedapest

### Portretten (na 1665)

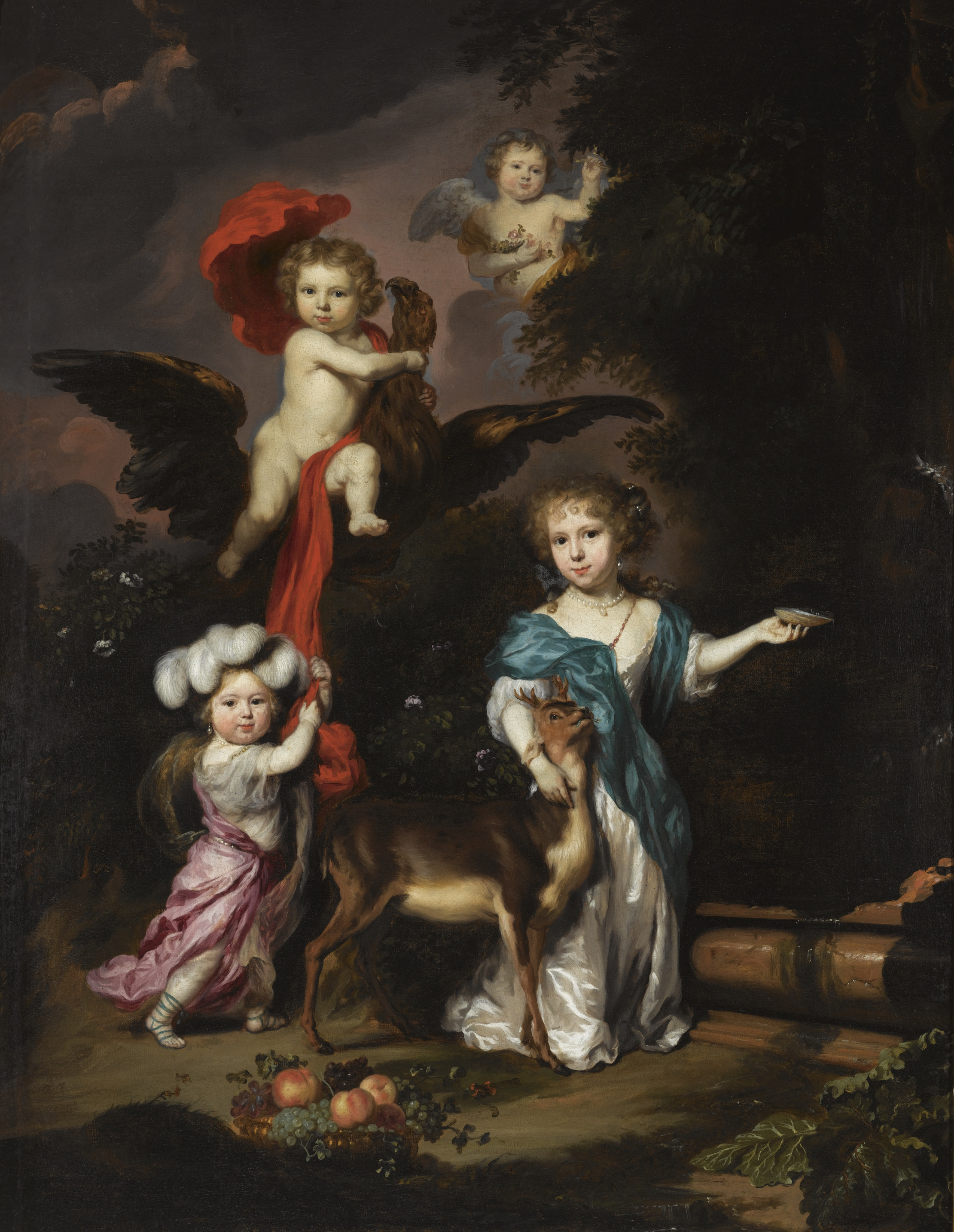
Vier kinderen als Ceres, Ganymedes, een cherubijn en Diana, ca. 1673, privécollectie

In de jaren 1660 verwijderde Maes zich steeds verder van Rembrandt. Zijn schilderstijl werd gladder en gedetailleerder en zijn kleurgebruik lichter. Houbraken verklaarde zijn omschakeling naar een meer modieuze stijl met de kwinkslag dat Maes wel zag dat vooral "de jonge Juffrouwen meer behagen namen in het wit dan in 't bruin". Volgens hem beschouwde de welgestelde burgerij van Dordrecht en Amsterdam het als een eer om vereeuwigd te worden door zijn "vaardig en vleijend penceel", omringd door klassieke zuilen en beelden, sierlijk gedrapeerde gordijnen en met een pastoraal landschap op de achtergrond.
Ondanks Houbrakens nadruk op Maes' reis naar Antwerpen bevonden zijn directe voorbeelden zich waarschijnlijk in Holland, en dan vooral de Haagse schilders Johannes Mijtens, die al minstens vanaf 1638 in deze zwierige barokstijl werkte, en Adriaen Hanneman, die in Engeland met Antoon van Dyck had samengewerkt.
Maes schilderde zijn opdrachtgevers soms in een historiserende of allegorische setting. Vooral hun kinderen verkleedde hij vaak als adellijke jagers of mythologische figuren.
Diverse keren heeft hij een jonggestorven kind uitgebeeld als Ganymedes op de rug van een adelaar. Hij is hierin waarschijnlijk beïnvloed door embleemboeken van bijvoorbeeld Crispijn de Passe en door Karel van Mander, die in zijn uitleg van Ovidius' Metamorfosen vermeldt dat de Griekse mythologische figuur symbool stond voor de smetteloze ziel (een interpretatie die hij op zijn beurt ontleende aan het Florentijnse neoplatonisme). Op enkele groepsportretten probeert een van de levende kinderen te voorkomen dat de baby door de adelaar wordt meegenomen naar de hemel. Overigens was het in de 17e eeuw gebruikelijker dat overleden kinderen werden afgebeeld als engeltjes. Maes combineerde Ganymedes soms met een dergelijk cherubijntje, zoals op het schilderij uit ca. 1673.

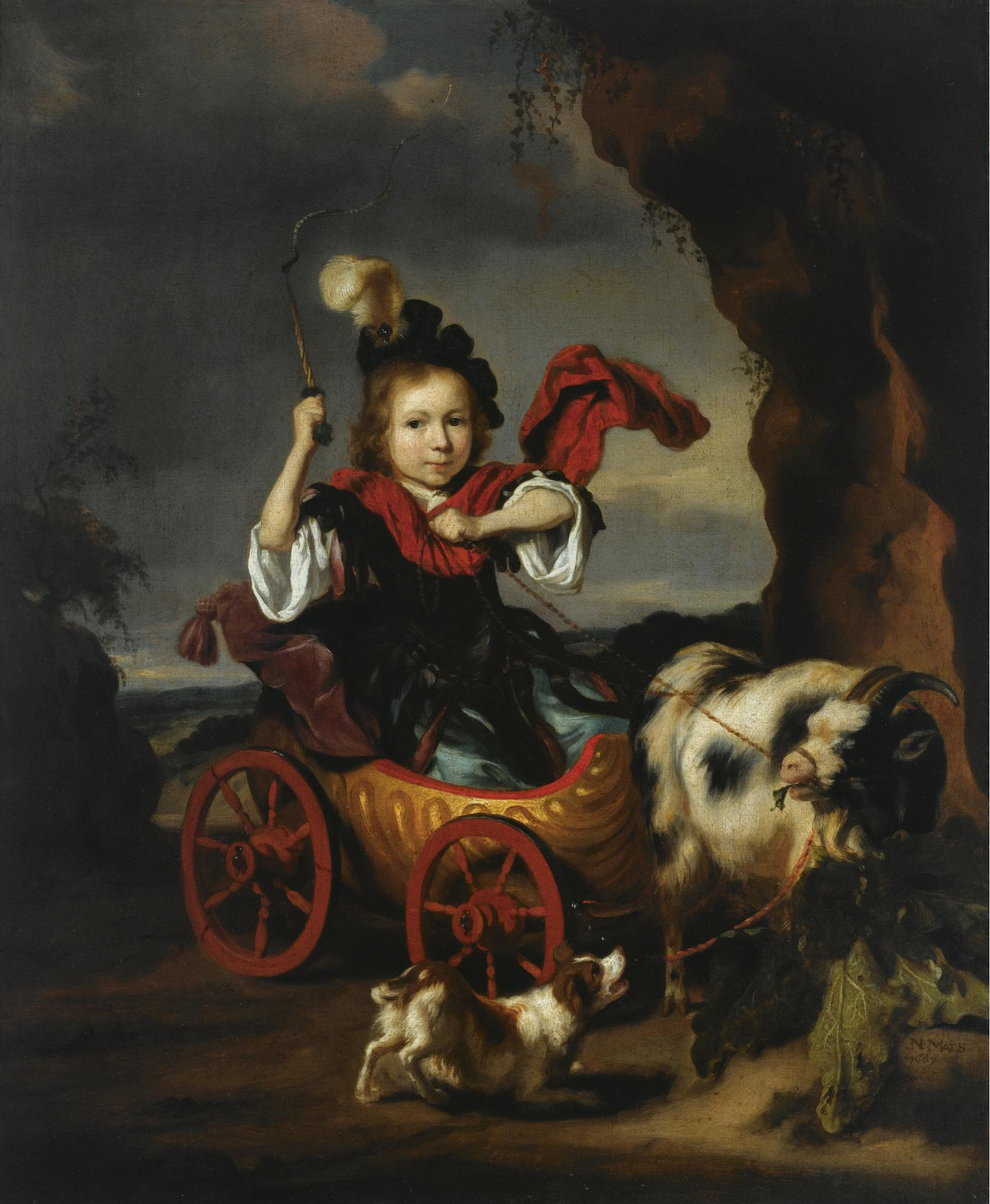
Portret van een jongen in een geitenkar, 1667, privécollectie
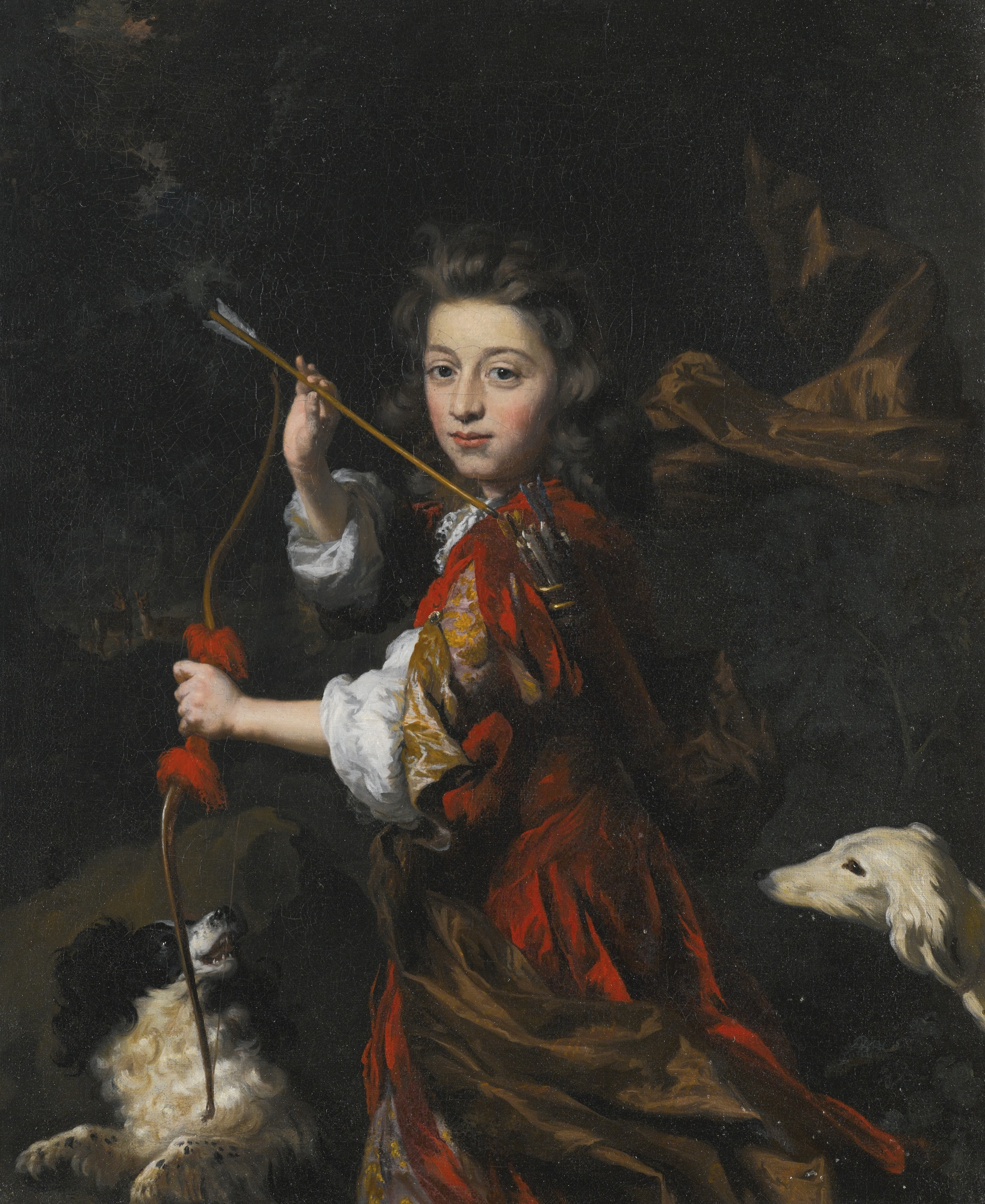
Portret van een jonge edelman als jager, privécollectie
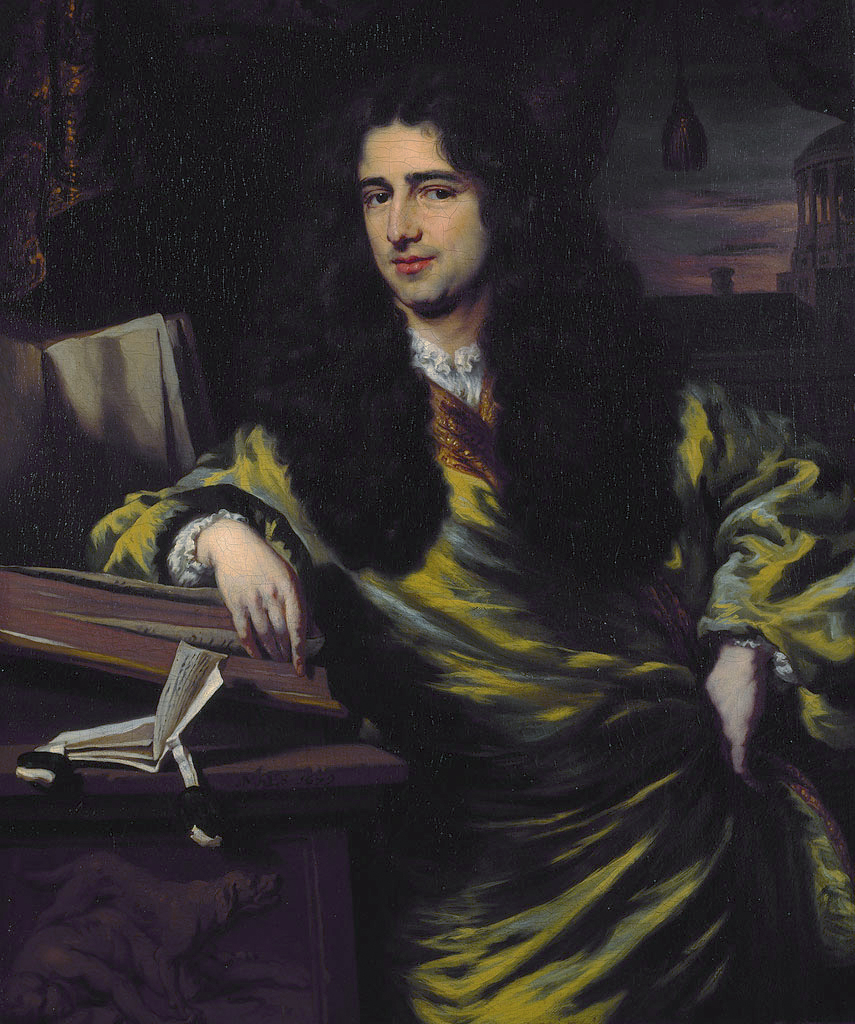
Cornelis Munter, 1679, Amsterdam Museum
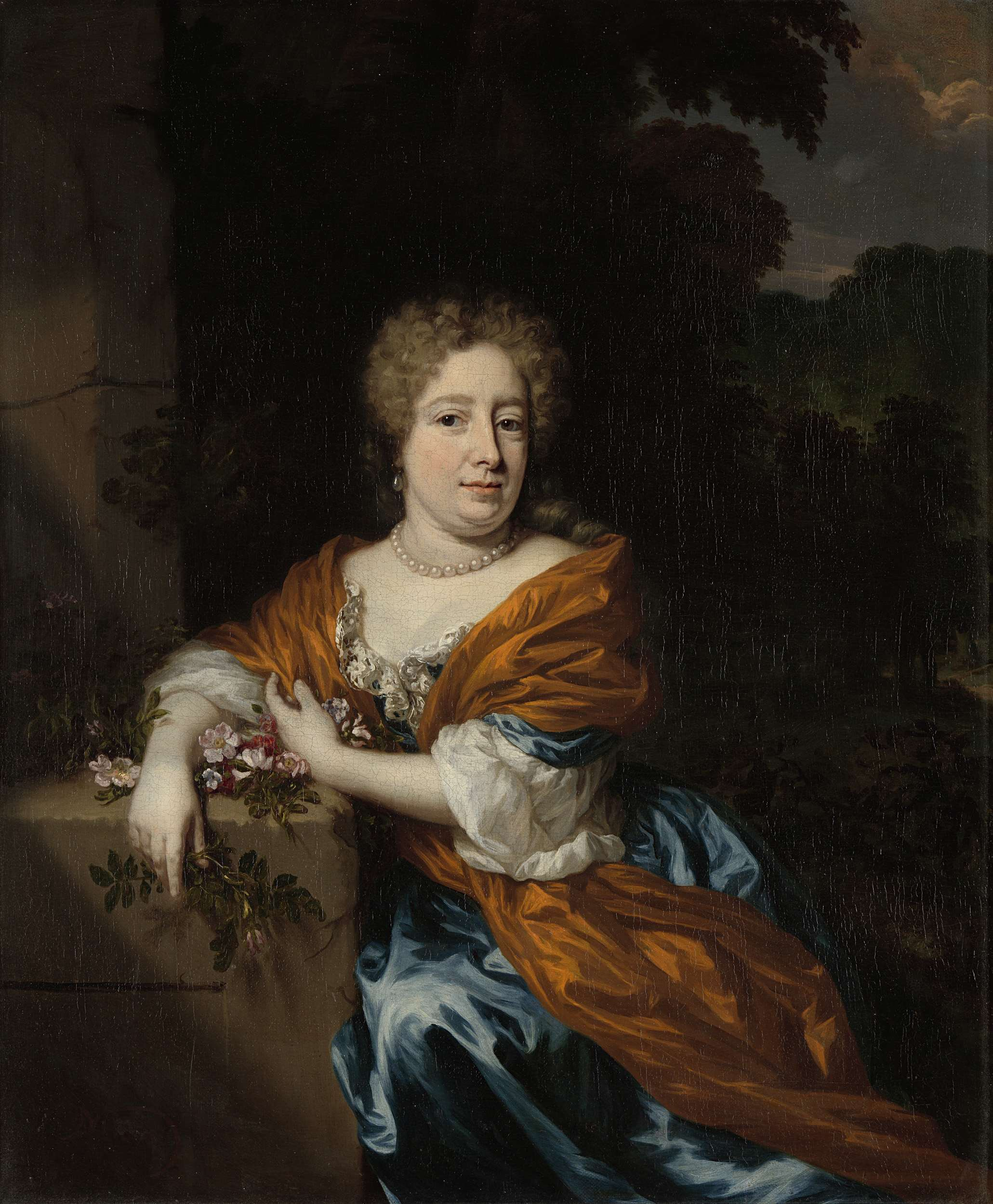
Portret van Petronella Dunois, ca. 1680-1690, Rijksmuseum Amsterdam
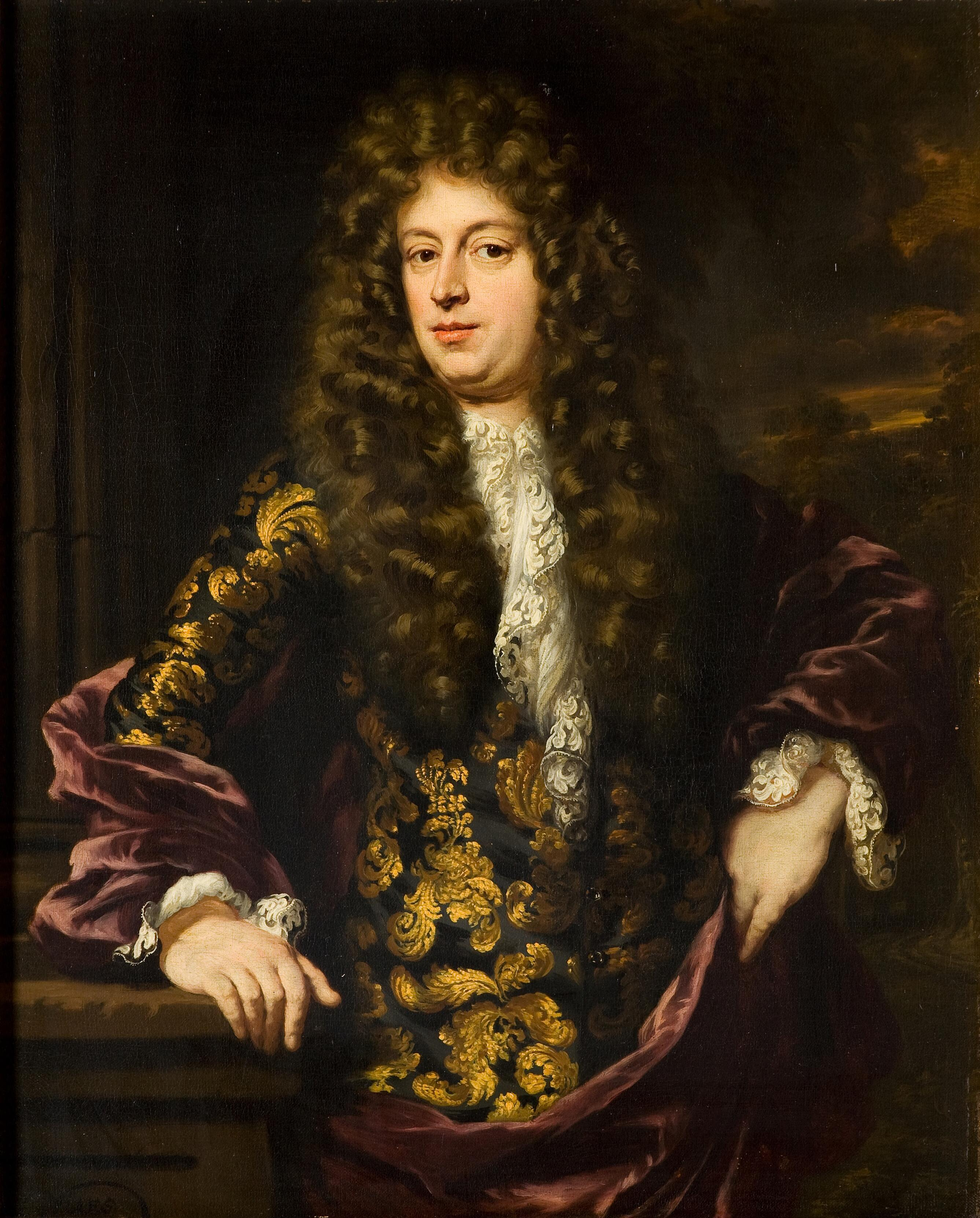
Portret van een man, misschien Joan Blaeu jr., ca. 1680, kasteel Twickel, Delden
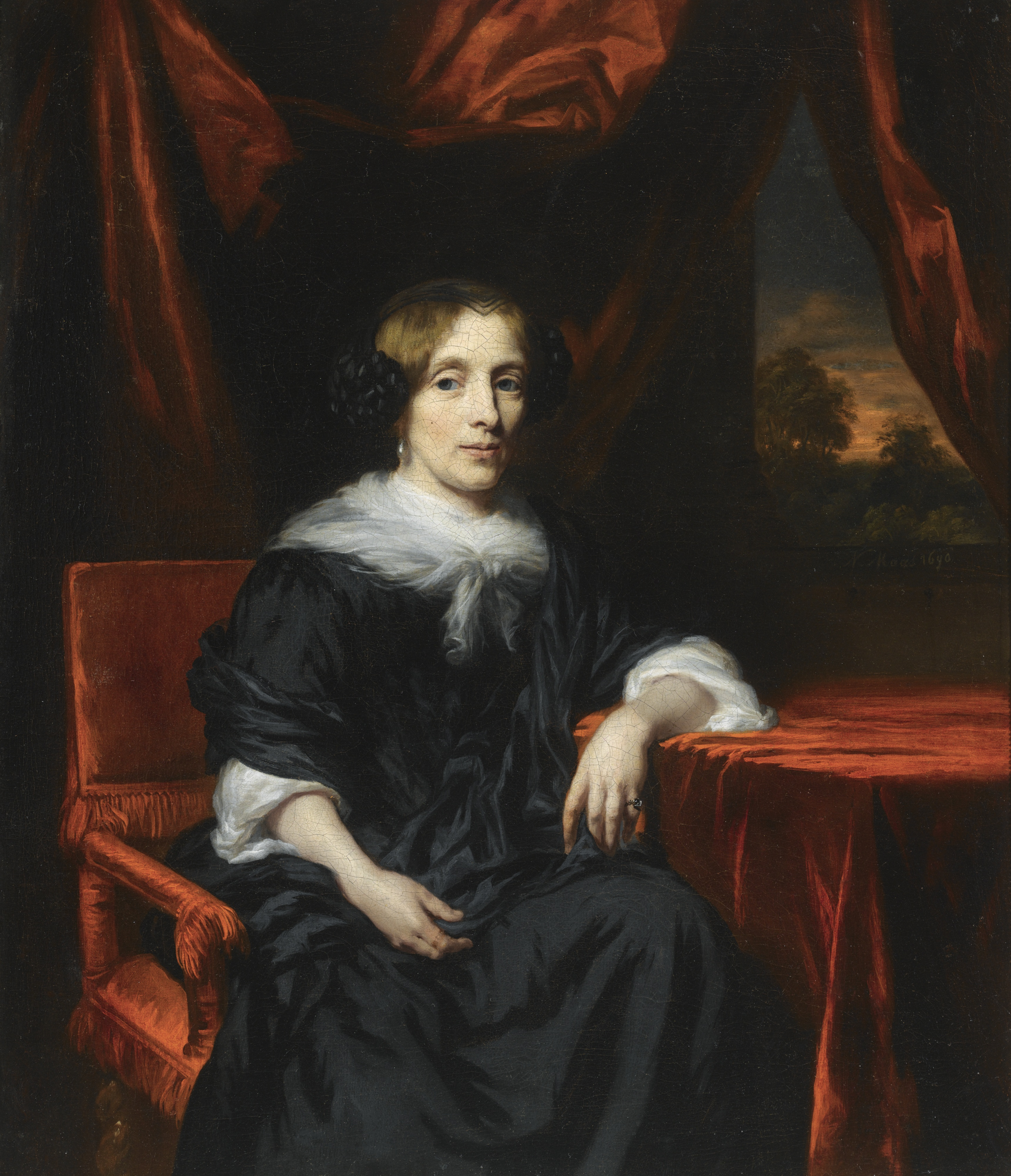
Portret van een vrouw in een zwarte jurk, 1690, privécollectie